# Jerome Biffle

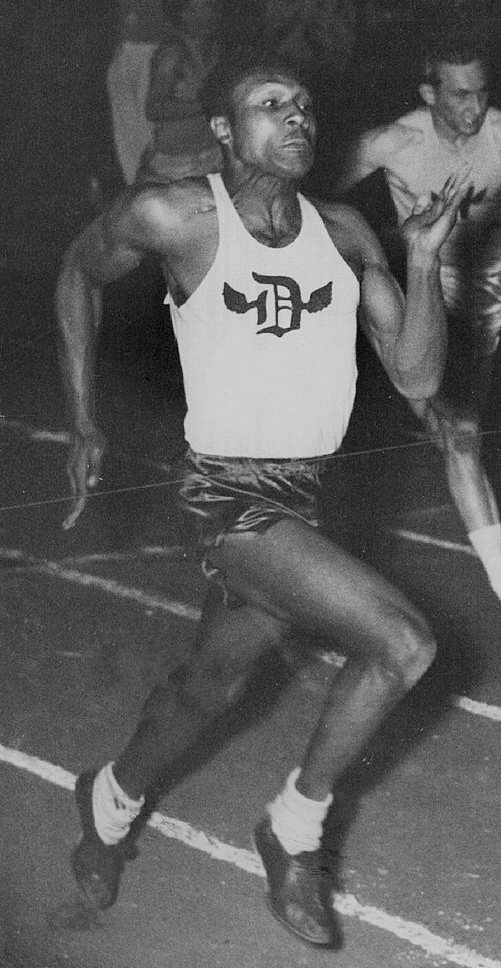
Jerome Biffle

Jerome Cousins Biffle (* 20. März 1928 in Denver, Colorado; † 4. September 2002 ebenda) war ein US-amerikanischer Leichtathlet. Bei einer Körpergröße von 1,84 m betrug sein Wettkampfgewicht 79 kg.
Jerome Biffle war an der High School im Sprint, Hochsprung, Weitsprung und American Football erfolgreich. 1950 war er Meister der National Collegiate Athletic Association im Weitsprung. 1951 ging er zur Army.
1952 wurde er Zweiter der US-Trials für die Olympischen Spiele. In Helsinki gewann er den Wettbewerb mit 7,57 Meter, vier Zentimeter vor seinem Landsmann Meredith Gourdine, der ihn bei den Trials geschlagen hatte.
Nach seiner Karriere war Biffle in der Schulverwaltung von Denver tätig.